# Florian Stegmann
Florian Stegmann (* 1. Januar 1971 in Frankfurt am Main) ist ein ehemaliger deutscher politischer Beamter (Bündnis 90/Die Grünen) und heutiger Unternehmensberater. Er war von 2018 bis 2025 Chef der Staatskanzlei im Staatsministerium Baden-Württemberg.

## Leben
Florian Stegmann studierte Rechtswissenschaften an der Universität Konstanz und war nach seiner Promotion im Umweltstrafrecht Rechtsanwalt in einer internationalen Wirtschaftskanzlei.
Er arbeitete unter anderem als wissenschaftlicher Mitarbeiter beim Bundesverfassungsgericht in Karlsruhe. Er trat im Jahr 2005 in den Justizdienst des Landes Baden-Württemberg ein und übte Tätigkeiten als Richter am Landgericht Stuttgart und Staatsanwalt im Bereich Korruptionsbekämpfung und des Umweltstrafrechts aus. Er war seit 2011 in verschiedenen Funktionen im Staatsministerium Baden-Württemberg tätig, unter anderem ab 2013 als Abteilungsleiter für Finanzen, Haushalts- und Steuerpolitik. 
Im Oktober 2018 wurde er als Nachfolger von Klaus-Peter Murawski unter Ministerpräsident Winfried Kretschmann (Bündnis 90/Die Grünen) Staatssekretär und Chef der Staatskanzlei im Staatsministerium Baden-Württemberg. Ab dem 12. Mai 2021 trug er in derselben Position die Amtsbezeichnung Staatsminister und Chef der Staatskanzlei. Als solcher war er Amtschef des Staatsministeriums. Zum 31. Januar 2025 wurde Stegmann auf eigenen Wunsch in den einstweiligen Ruhestand versetzt. Ihm folgte Jörg Krauss nach.
Zum 1. Juni 2025 wurde Stegmann Generalbevollmächtigter der Beratungsgesellschaft Christ Capital von Harald Christ in Berlin.
Stegmann ist seit 2019 Vorstandsvorsitzender des Vereins Deutsch-Amerikanisches Zentrum.
Florian Stegmann ist verheiratet und hat zwei Töchter.